# Galium brunneum
Galium brunneum är en måreväxtart som beskrevs av Giles Munby. Galium brunneum ingår i släktet måror, och familjen måreväxter. Inga underarter finns listade i Catalogue of Life.